# Dolancourt
Ne doit pas être confondu avec Dolaincourt.
Dolancourt est une commune française située dans le département de l'Aube en région Grand Est. La commune est connue des touristes depuis l'installation en juin 1987 sur son territoire du parc d'attractions Nigloland avec 500 000 visiteurs par an.
La commune qui comptait 335 habitants, appelés Dolancourtois, en 1861 a vu ensuite sa population décroître régulièrement pour se stabiliser aux environs de 150 depuis les années 1920.

## Géographie

### Localisation
Dolancourt est un village de la Côte des Bar limitrophe du parc d'attractions Nigloland. À vol d'oiseau, la commune est située à 7,7 km de Bar-sur-Aube, à 11,4 km de Vendeuvre-sur-Barse, à 40,5 km à l'est de Troyes et à 42,4 km au nord-ouest de Chaumont.

### Communes limitrophes
Les communes les plus proches du territoire sont Argançon, Bossancourt, Jaucourt et Arsonval.
| Bossancourt |            | Arsonval |
|             | Dolancourt | Jaucourt |
|             | Argançon   |          |

La grande ville la plus proche de Dolancourt hors Paris est Dijon située à 109,3 km.

### Géologie et relief
La superficie de la commune est de 488 hectares ; son altitude varie entre 148 et 245 mètres.

### Hydrographie
La commune est dans la région hydrographique « la Seine de sa source au confluent de l'Oise (exclu) » au sein du bassin Seine-Normandie. Elle est située au niveau du point de confluence du Landion, qui prend naissance à Villars-en-Azois et se jette dans l'Ource à Verpillières-sur-Ource (rive droite), et de l'Aube,,.
Un ancien moulin aujourd'hui occupé par un restaurant, est situé sur le Landion ; sa roue à aubes est toujours en état de fonctionnement, ses vannages de huit mètres de large régulent encore la rivière.
L'Aube, d'une longueur de 249 km, prend sa source dans la commune d'Auberive et se jette  dans la Seine à Marcilly-sur-Seine, après avoir traversé 82 communes.
Le Landion, d'une longueur de 24 km, prend sa source dans la commune de Champignol-lez-Mondeville et se jette  dans l'Aube sur la commune, après avoir traversé six communes.

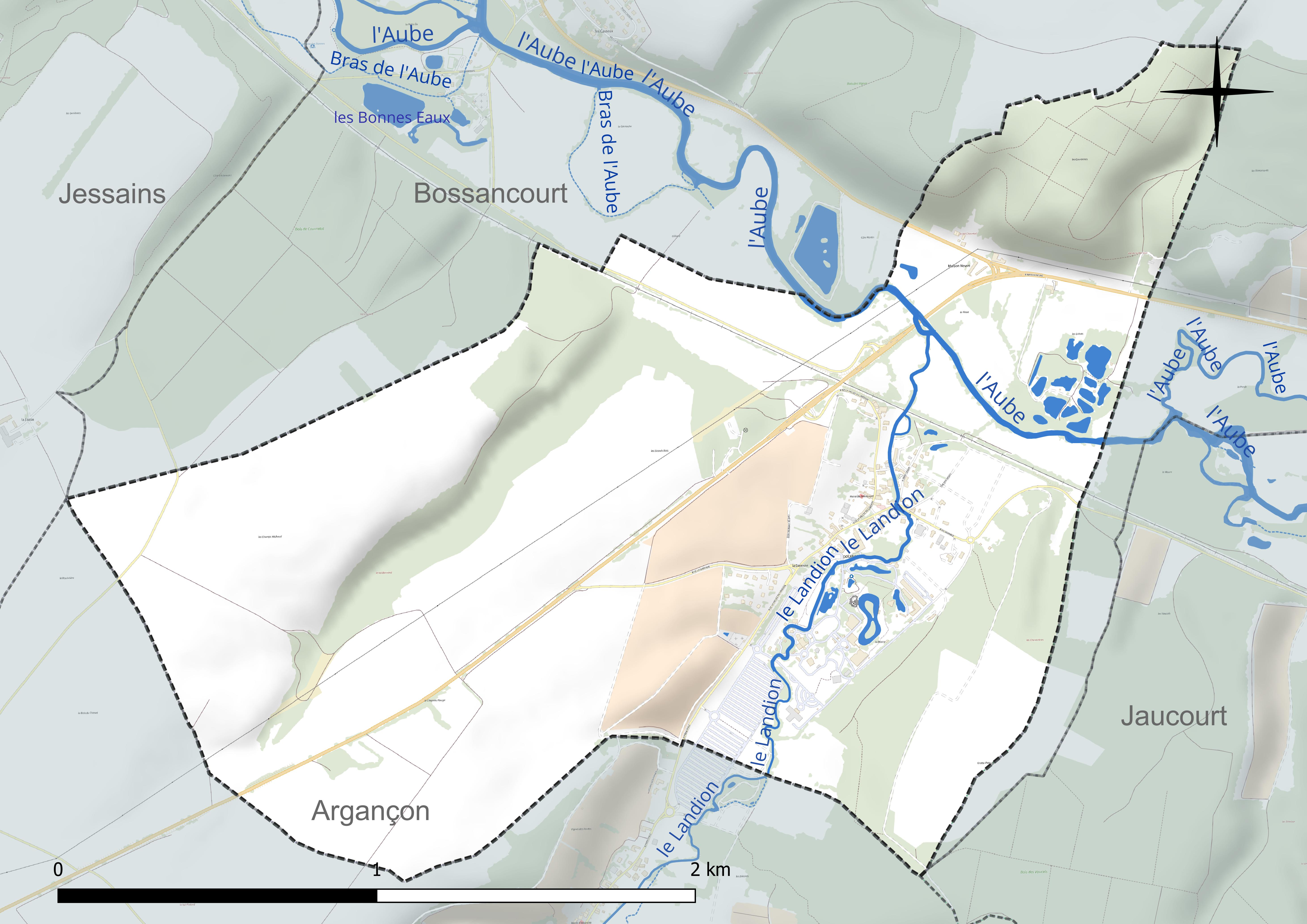
Réseau hydrographique de Dolancourt.

### Climat
Pour des articles plus généraux, voir Climat du Grand Est et Climat de l'Aube.
En 2010, le climat de la commune est de type climat des marges montargnardes, selon une étude du Centre national de la recherche scientifique s'appuyant sur une série de données couvrant la période 1971-2000. En 2020, Météo-France publie une typologie des climats de la France métropolitaine dans laquelle la commune est exposée à un climat océanique altéré et est dans la région climatique Lorraine, plateau de Langres, Morvan, caractérisée par un hiver rude (1,5 °C), des vents modérés et des brouillards fréquents en automne et hiver.
Pour la période 1971-2000, la température annuelle moyenne est de 10,3 °C, avec une amplitude thermique annuelle de 15,9 °C. Le cumul annuel moyen de précipitations est de 844 mm, avec 12,9 jours de précipitations en janvier et 8,5 jours en juillet. Pour la période 1991-2020, la température moyenne annuelle observée sur la station météorologique de Météo-France la plus proche, « Ailleville_sapc », sur la commune d'Ailleville à 5 km à vol d'oiseau, est de 11,4 °C et le cumul annuel moyen de précipitations est de 833,5 mm. 
La température maximale relevée sur cette station est de 41,3 °C, atteinte le 25 juillet 2019 ; la température minimale est de −19,7 °C, atteinte le 20 décembre 2009,,.
Les paramètres climatiques de la commune ont été estimés pour le milieu du siècle (2041-2070) selon différents scénarios d'émission de gaz à effet de serre à partir des nouvelles projections climatiques de référence DRIAS-2020. Ils sont consultables sur un site dédié publié par Météo-France en novembre 2022.

### Voies de communication et transports
Le village de Dolancourt est traversé par la route départementale 619 au niveau des lieux-dits Maison-Neuve et Val-Chevreuil.

## Urbanisme

### Typologie
Au 1er janvier 2024, Dolancourt est catégorisée commune rurale à habitat dispersé, selon la nouvelle grille communale de densité à 7 niveaux définie par l'Insee en 2022.
Elle est située hors unité urbaine. Par ailleurs la commune fait partie de l'aire d'attraction de Bar-sur-Aube, dont elle est une commune de la couronne,. Cette aire, qui regroupe 43 communes, est catégorisée dans les aires de moins de 50 000 habitants,.

### Occupation des sols
L'occupation des sols de la commune, telle qu'elle ressort de la base de données européenne d’occupation biophysique des sols Corine Land Cover (CLC), est marquée par l'importance des territoires agricoles (66,5 % en 2018), en diminution par rapport à 1990 (76 %). La répartition détaillée en 2018 est la suivante : 
terres arables (49,5 %), forêts (24 %), prairies (12,1 %), zones urbanisées (9,5 %), zones agricoles hétérogènes (4,9 %). L'évolution de l’occupation des sols de la commune et de ses infrastructures peut être observée sur les différentes représentations cartographiques du territoire : la carte de Cassini (XVIIIe siècle), la carte d'état-major (1820-1866) et les cartes ou photos aériennes de l'IGN pour la période actuelle (1950 à aujourd'hui).

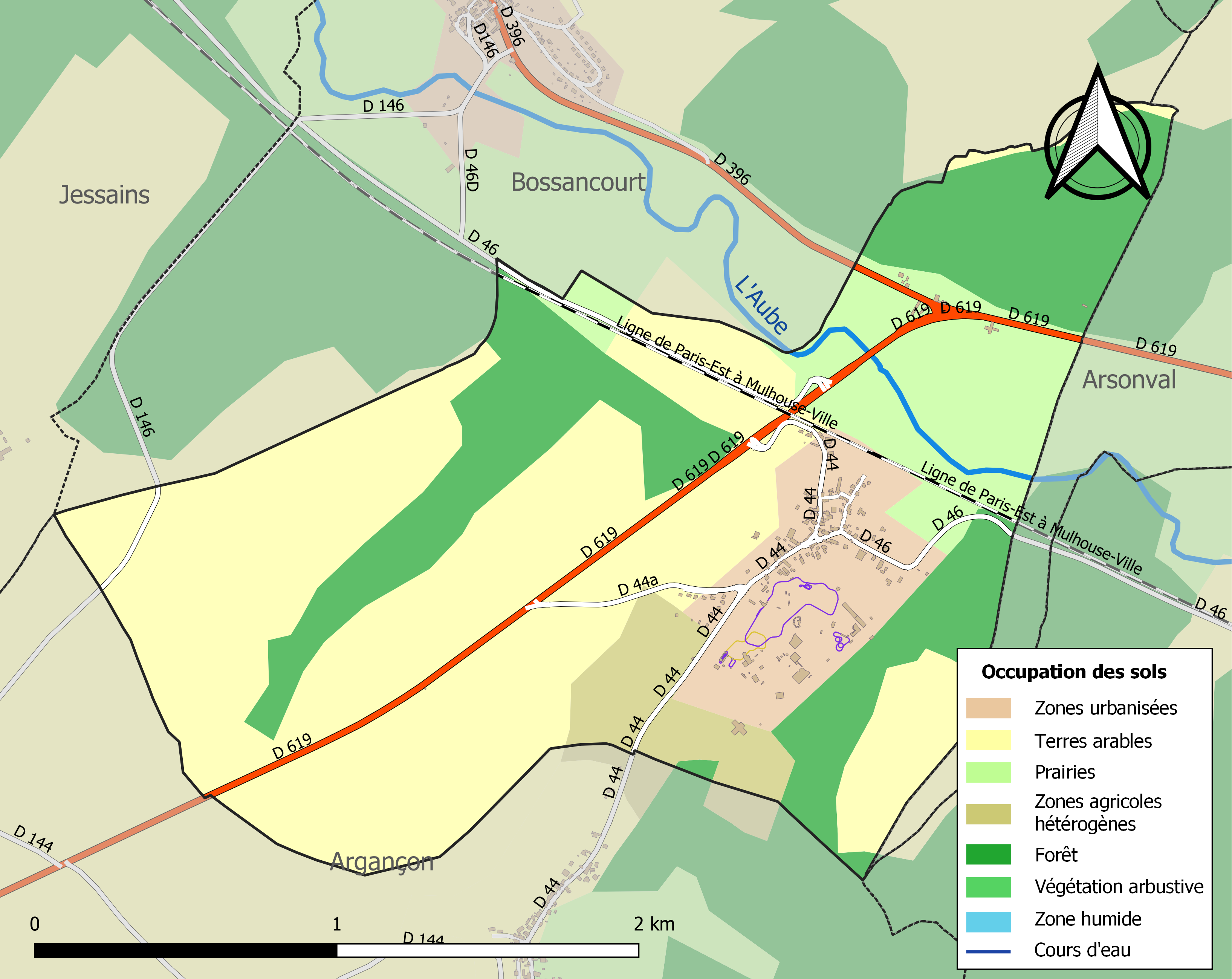
Carte des infrastructures et de l'occupation des sols de la commune en 2018 (CLC).

### Morphologie urbaine
Le territoire de la commune est constitué du bourg et du lieu-dit Maison-Neuve.

### Logement
En 2009, le nombre total de logements dans la commune était de 74, alors qu'il était de 66 en 1999.
Parmi ces logements, 83 % étaient des résidences principales, 8,5 % des résidences secondaires et 8,5 % des logements vacants. Ces logements étaient quasiment tous (98,6 %) des maisons individuelles.
La proportion des résidences principales, propriétés de leurs occupants était de 86,4 %, en légère baisse par rapport à 1999 (90,9 %).

### Projets d'aménagement
Les principales décisions d'aménagement relèvent de la compétence de la communauté de communes, notamment la « valorisation des sites d'accueil d'entreprises, des bâtiments industriels, commerciaux et artisanaux des zones d'activités existantes et à créer », « l'amélioration de l'habitat par la rénovation du patrimoine immobilier », « l'accueil l'information, l'orientation des touristes et visiteurs sur le territoire communautaire ».

## Toponymie
Les linguistes Albert Dauzat et Gérard Taverdet citent le nom Dolencourt dans un cartulaire de l'abbaye de Clairvaux en 1225.
Le toponymiste Ernest Nègre cite Dolencort en 1225 dont l'origine serait le nom d'une personne germanique Dolenus + suffixe cortem.

## Histoire
Le territoire de la commune était habité à l'époque gallo-romaine : lors de travaux dans une propriété près de l'église, des sépultures sans mobilier et une voie dallée de 2,60 mètres de large ont été découvertes, elles seraient gallo-romaines.
La voie Langres - Reims passe aux lieux-dits Maison-Neuve et Val-Chevreuil, une deuxième voie romaine venant de Bar-sur-Aube traverse la commune.
Une famille portant le nom de Dolancourt est attesté aux  XIIe et XIIIe siècles. Néanmoins, le premier seigneur connu est Lambert de Bar, au XIIIe siècle.
Durant la Révolution française, Dolancourt appartenait aux Baussancourt.

## Politique et administration

### Tendances politiques et résultats
Au second tour de l'élection présidentielle de 2007, 69,47 % des suffrages se sont exprimés pour Nicolas Sarkozy (UMP), 30,53 % pour Ségolène Royal (PS), avec un taux de participation de 87,61 %.
Au second tour de l'élection présidentielle de 2012, 68,42 % des suffrages se sont exprimés pour Nicolas Sarkozy (UMP), 31,58 % pour François Hollande (PS), avec un taux de participation de 80,18 %.
Au second tour de l'élection présidentielle de 2017 Marine le Pen (FN) a eu 66,28 % des voix, pour Emmanuel Macron (REM) 33,72 % avec un taux de participation de 76,86 %.

### Administration municipale
Le nombre d'habitants de la commune étant compris entre 100 et 500, le nombre de membres du conseil municipal est de 11.
La commune ayant des liens avec deux communautés de communes, la municipalité a longtemps hésité à faire le choix. En 2009, la maire déclarait « pour le moment, rien n'est décidé. Je pèse le pour et le contre. On est toujours entre les deux. ». C'est finalement en juin 2011 que la commune intègre la communauté de communes des Rivières.

### Liste des maires
| Période                                  | Période  | Identité           | Étiquette | Qualité                                 |
| ---------------------------------------- | -------- | ------------------ | --------- | --------------------------------------- |
| Les données manquantes sont à compléter. |          |                    |           |                                         |
| avant 1857                               |          | M. Gonthière       |           |                                         |
| 1860                                     | ?        | Pierre Lefranc     |           | Ancien architecte du roi Louis-Philippe |
| novembre 2001                            | En cours | Catherine Mandelli | DVD       |                                         |

### Instances judiciaires et administratives
Dolancourt relève du tribunal judiciaire de Troyes, de la cour d'appel de Reims, du tribunal pour enfants de Troyes, du conseil de prud'hommes de Troyes, du tribunal de commerce de Troyes, du tribunal administratif de Châlons-en-Champagne et de la cour administrative d'appel de Nancy.

### Politique environnementale
La collecte, la valorisation et l'élimination des déchets sont assurés par la communauté de communes de la Région de Bar-sur-Aube.
Afin de garantir la conservation des biotopes nécessaires à la reproduction, au repos ou à la survie des chauve-souris, et afin de prévenir l'altération de l'écosystème souterrain et des biotopes qui le composent par la modification de l’atmosphère interne de la cavité et la perturbation de la faune endogée, le préfet de l'Aude a interdit, depuis 1997, l'accès aux anciennes carrières souterraines de la commune.
En 2013, la commune a reçu une fleur au concours des villes et villages fleuris.

### Finances locales
De 2009 à 2013, la gestion municipale a permis de maintenir la capacité d'autofinancement nette du remboursement en capital des emprunts à un taux par habitant très supérieur à celui des communes de même type :
| Année | Dans la commune | Moyenne de la strate |
| ----- | --------------- | -------------------- |
| 2008  | - 238 €         | 206 €                |
| 2009  | 576 €           | 205 €                |
| 2010  | 723 €           | 216 €                |
| 2011  | 1138 €          | 233 €                |
| 2012  | 556 €           | 263 €                |

### Jumelages
Au 9 mars 2014, Dolancourt n'est jumelée avec aucune commune.

## Population et société

### Démographie
Les habitants de la commune sont appelés les Dolancourtois.

#### Évolution démographie
L'évolution du nombre d'habitants est connue à travers les recensements de la population effectués dans la commune depuis 1793. Pour les communes de moins de 10 000 habitants, une enquête de recensement portant sur toute la population est réalisée tous les cinq ans, les populations de référence des années intermédiaires étant quant à elles estimées par interpolation ou extrapolation. Pour la commune, le premier recensement exhaustif entrant dans le cadre du nouveau dispositif a été réalisé en 2008.

En 2022, la commune comptait 125 habitants, en évolution de −8,76 % par rapport à 2016 (Aube : +0,7 %, France hors Mayotte : +2,11 %).
| 1793 | 1800 | 1806 | 1821 | 1831 | 1836 | 1841 | 1846 | 1851 |
| ---- | ---- | ---- | ---- | ---- | ---- | ---- | ---- | ---- |
| 209  | 255  | 248  | 228  | 288  | 292  | 264  | 287  | 300  |

| 1856 | 1861 | 1866 | 1872 | 1876 | 1881 | 1886 | 1891 | 1896 |
| ---- | ---- | ---- | ---- | ---- | ---- | ---- | ---- | ---- |
| 334  | 335  | 311  | 281  | 268  | 268  | 271  | 247  | 231  |

| 1901 | 1906 | 1911 | 1921 | 1926 | 1931 | 1936 | 1946 | 1954 |
| ---- | ---- | ---- | ---- | ---- | ---- | ---- | ---- | ---- |
| 207  | 218  | 207  | 168  | 151  | 157  | 156  | 156  | 156  |

| 1962 | 1968 | 1975 | 1982 | 1990 | 1999 | 2006 | 2008 | 2013 |
| ---- | ---- | ---- | ---- | ---- | ---- | ---- | ---- | ---- |
| 163  | 146  | 109  | 165  | 169  | 145  | 141  | 141  | 140  |

| 2018 | 2022 | - | - | - | - | - | - | - |
| ---- | ---- | - | - | - | - | - | - | - |
| 135  | 125  | - | - | - | - | - | - | - |

#### Pyramide des âges
En 2021, le taux de personnes d'un âge inférieur à 30 ans s'élève à 32,6 %, soit en dessous de la moyenne départementale (35,0 %). De même, le taux de personnes d'âge supérieur à 60 ans est de 28,1 % la même année, alors qu'il est de 28,2 % au niveau départemental.
En 2021, la commune comptait 63 hommes pour 64 femmes, soit un taux de 50,39 % de femmes, légèrement inférieur au taux départemental (51,30 %).
Les pyramides des âges de la commune et du département s'établissent comme suit :
| Hommes | Classe d’âge | Femmes |
| ------ | ------------ | ------ |
| 3,0    | 90 ou +      | 0,0    |
| 3,0    | 75-89 ans    | 13,2   |
| 19,4   | 60-74 ans    | 17,6   |
| 22,4   | 45-59 ans    | 23,5   |
| 16,4   | 30-44 ans    | 16,2   |
| 22,4   | 15-29 ans    | 14,7   |
| 13,4   | 0-14 ans     | 14,7   |

| Hommes | Classe d’âge | Femmes |
| ------ | ------------ | ------ |
| 0,8    | 90 ou +      | 2,1    |
| 7,4    | 75-89 ans    | 10,2   |
| 17,4   | 60-74 ans    | 18,4   |
| 19,4   | 45-59 ans    | 19     |
| 17,8   | 30-44 ans    | 17,3   |
| 18,3   | 15-29 ans    | 15,9   |
| 19     | 0-14 ans     | 17,1   |

### Enseignement
Dolancourt est située dans l'académie de Reims.
La commune n'administre ni école maternelle ni école élémentaire. Elle fait partie du regroupement pédagogique intercommunal (RPI) avec des communes de la communauté de communes de la Région de Bar-sur-Aube (CCRB). Le collège le plus proche est celui de Vendeuvre.

### Médias
Le quotidien régional L'Est-Éclair assure la publication des informations locales à la commune.
La commune ne dispose pas de nœud de raccordement ADSL installé dans cette commune, ni de connexion à un réseau de fibre optique. Les lignes téléphoniques sont raccordées à des équipements situés à Arsonval.

### Cultes
Seul le culte catholique est célébré à Dolancourt. La commune est l'une des sept communes regroupées dans la paroisse « de Ville-sur-Terre », l'une des dix-huit paroisses de l'espace pastoral « Côtes des Bar » au sein du diocèse de Troyes, le lieu de culte est l'église paroissiale Saint-Léger.

## Économie

### Revenus de la population et fiscalité
En 2011, le revenu fiscal médian par ménage était de 37 057 €, ce qui plaçait Dolancourt au 5 511e rang parmi les 31 886 communes de plus de 49 ménages en métropole.
En 2009, 44,0 % des foyers fiscaux n'étaient pas imposables.

### Emploi
En 2009, la population âgée de 15 à 64 ans s'élevait à 83 personnes, parmi lesquelles on comptait 73,8 % d'actifs dont 70,0 % ayant un emploi et 3,8 % de chômeurs.
On comptait 111 emplois dans la zone d'emploi, contre 69 en 1999. Le nombre d'actifs ayant un emploi résidant dans la zone d'emploi étant de 59, l'indicateur de concentration d'emploi est de 187,5 %, ce qui signifie que la zone d'emploi offre presque deux emplois par habitant actif.

### Entreprises et commerces
Au 31 décembre 2010, Dolancourt comptait 25 établissements : 9 dans l’agriculture-sylviculture-pêche, aucun dans l'industrie, 2 dans la construction, 13 dans le commerce-transports-services divers et 1 étaient relatifs au secteur administratif.
En 2011, aucune entreprise n'a été créée à Dolancourt.

### Tourisme
C'est sur le territoire de la commune de Dolancourt que s'est installé en juin 1987 le parc d'attractions Nigloland avec 500 000 visiteurs par an.
Bien que ne comptant que 139 habitants, la commune dispose d'un hôtel quatre étoiles de 30 chambres début 2014, hôtel de quatre étoiles de 11 chambres début 2012.

Attractions à Nigloland
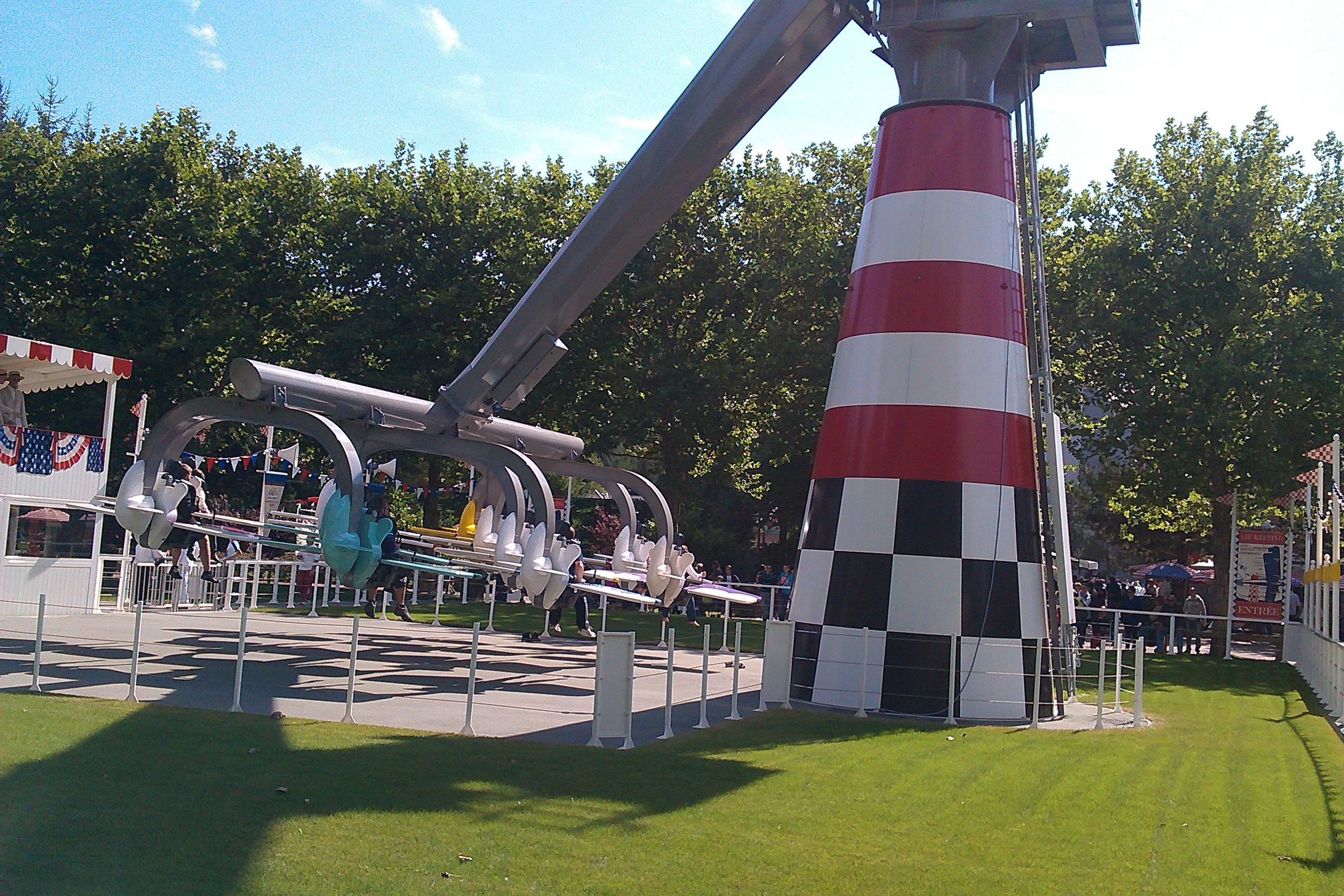
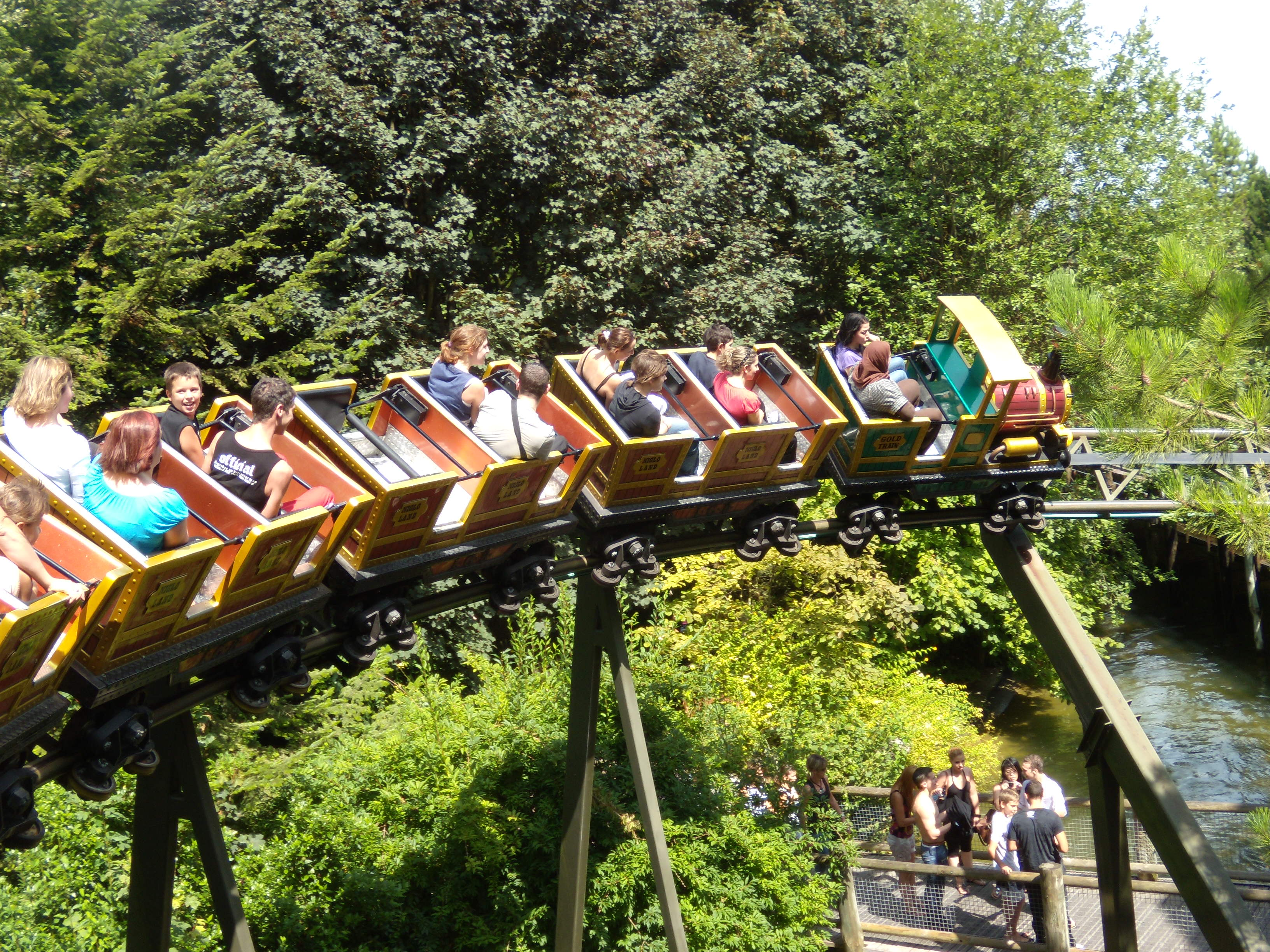
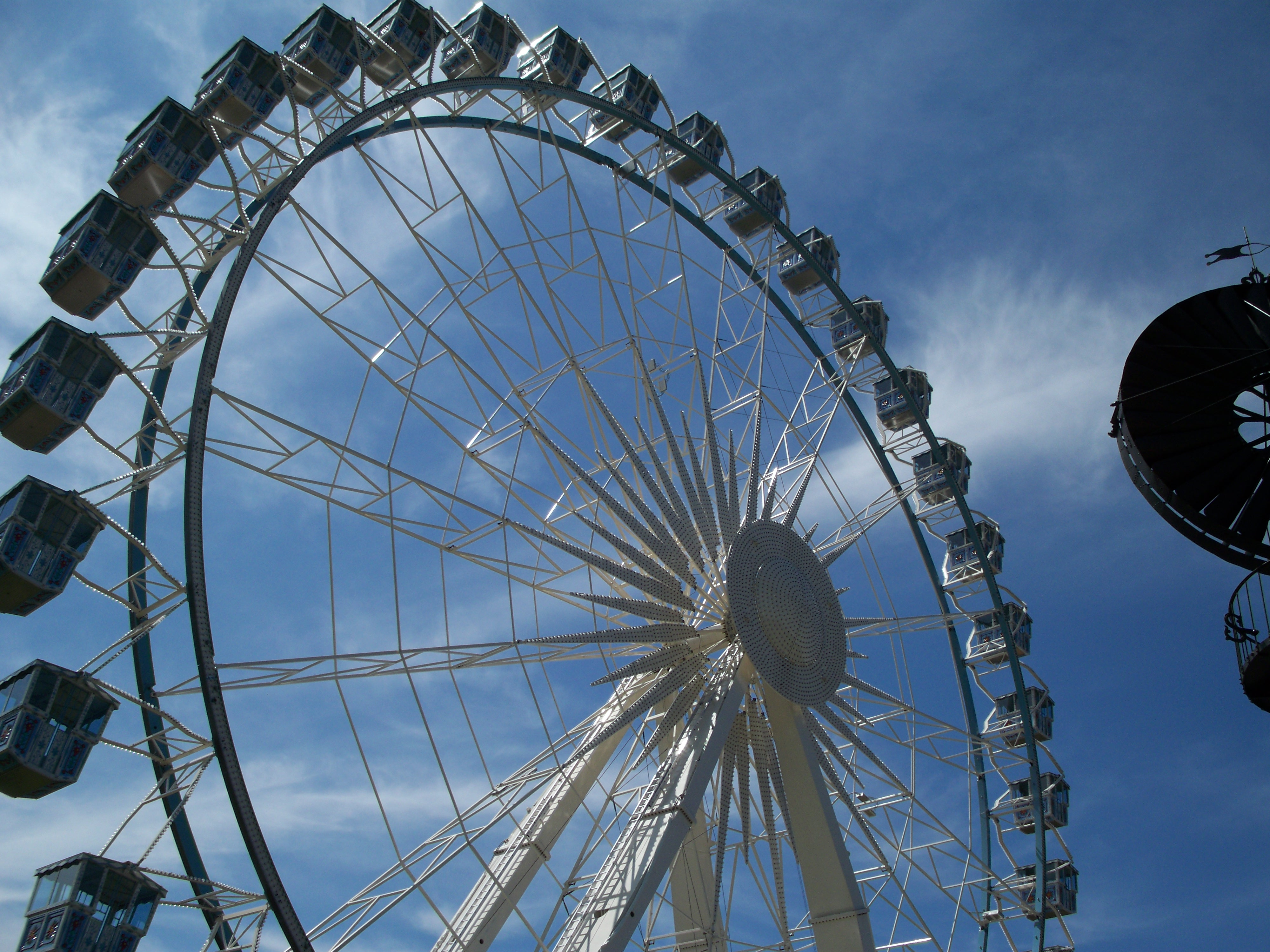
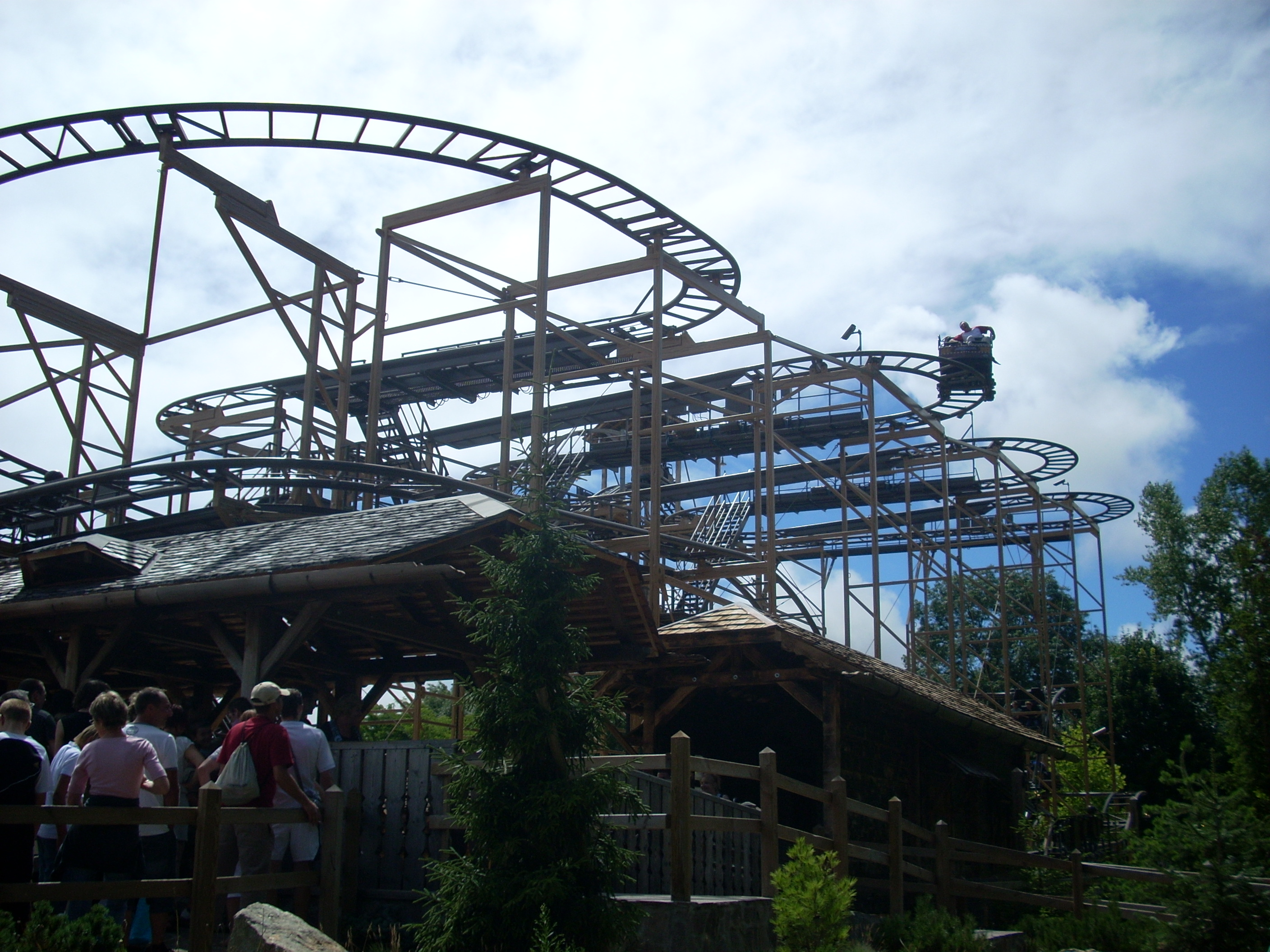
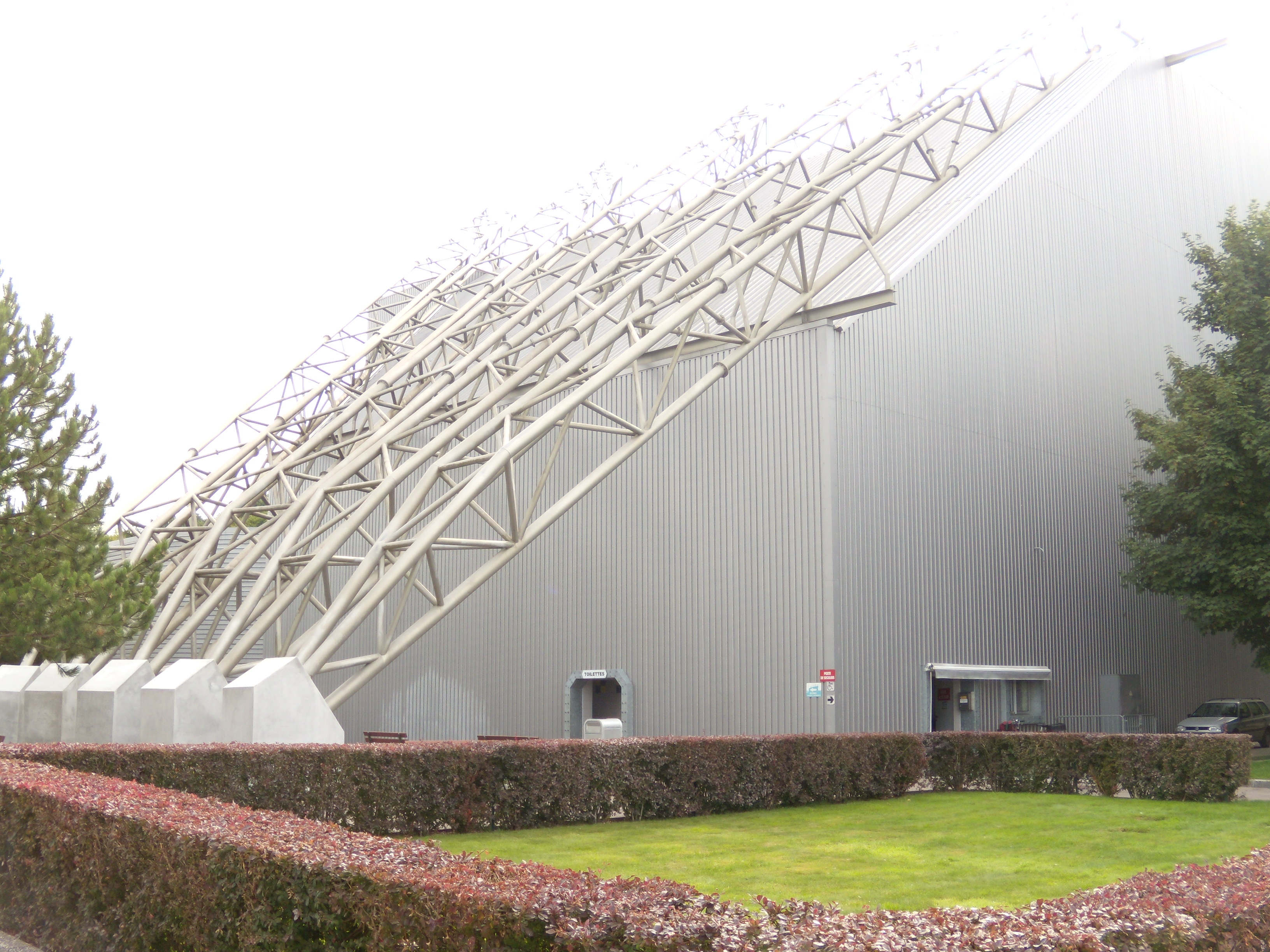

## Culture locale et patrimoine

### Lieux et monuments

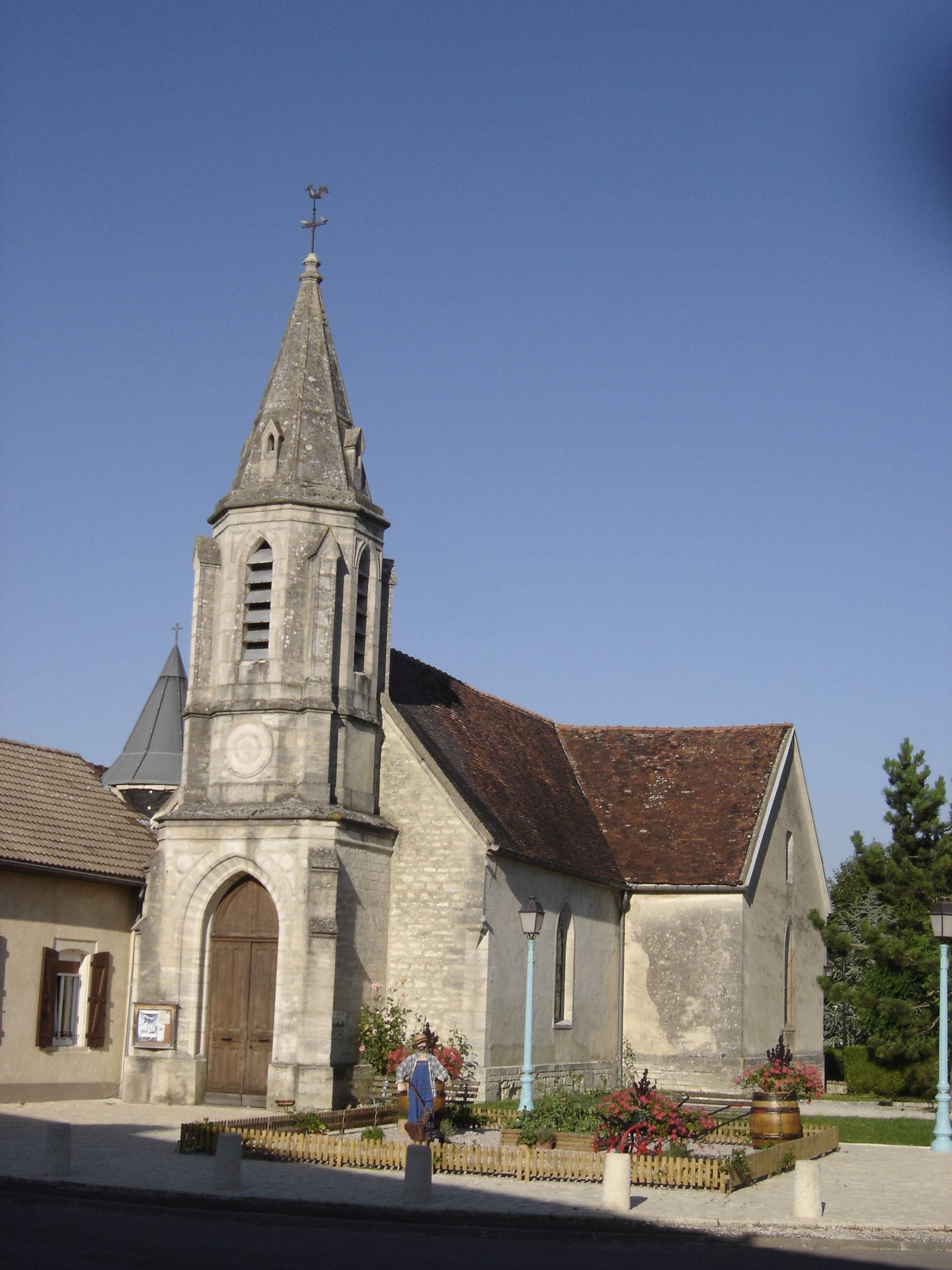
L'église Saint-Léger.

#### Patrimoine historique
La commune ne compte aucun monument répertorié à l'inventaire des monuments historiques ni aucun lieu ou monument à  l'inventaire général du patrimoine culturel.
Par ailleurs, elle compte 2 objets répertoriés à l'inventaire des monuments historiques et 12 objets répertoriés à l'inventaire général du patrimoine culturel.
L'église paroissiale Saint-Léger aurait initialement été construite au XIIe siècle, puis totalement intégrée dans une nouvelle église e, 1866-1867 lors des travaux de restauration et d'agrandissement réalisés par Pierre Lefranc, ancien architecte du roi Louis-Philippe, qui avait été élu maire en 1860.
L'église renfermait un bénitier de la fin du XVe siècle ou du début du XVIe siècle. Depuis 1942, il n'en reste que quelques fragments qui sont déposés dans la tribune de la chaire à prêcher. Ces fragments sont « classés » à l'inventaire des monuments historiques depuis le 27 décembre 1913. L'église renferme également une dalle funéraire datée de 1296, également « classée » depuis le 27 décembre 1913 ainsi que les 12 objets répertoriés à l'inventaire général du patrimoine culturel. Par ailleurs, un christ en bois, daté du XIIe siècle a été retrouvé en 2010.

#### Autres lieux et monuments
Le lavoir construit en 1855 a été entièrement restauré entre 1978 et 1981. D'importants travaux de réaménagement de la route départementale R D44 et de la place de l'église et de la mairie ont été réalisés en 2011

### Patrimoine naturel
Dolancourt est l'une des 57 communes faisant partie du parc naturel régional de la Forêt d'Orient.

### Personnalités liées à la commune
- Pierre Lefranc, ancien architecte du roi Louis-Philippe Ier, élu maire en 1860, considéré comme le « bienfaiteur » de la commune[27].